# Hodnota (informatika)
Hodnota je v informatice reprezentace nějaké entity programu, se kterou může program pracovat (nastavit, přečíst, změnit). Členové datového typu jsou (možné) hodnoty tohoto typu.